# استان کانتا
استان کانتا (به اسپانیایی: Provincia de Canta) یک استان در پرو است که در منطقه لیما واقع شده‌است. استان کانتا ۱٬۶۸۷٫۲۹ کیلومتر مربع مساحت و ۱۱٬۵۴۸ نفر جمعیت دارد و ۲٬۸۱۹ متر بالاتر از سطح دریا واقع شده‌است.